# PGA European Tour
PGA European Tour er den største og vigtigste samling af golfturneringer i Europa. Den startede i 1971, og arrangeres af organisationen ved samme navn, som også arrangerer Challenge Tour og European Senior Tour.
Hovedparten af turneringerne spilles i Europa, men den omfatter også en række turneringer, der spilles i bl.a. Asien og Afrika. Den første turnering uden for Europa blev afholdt i 1982 i Tunesien. 
De første måneder af året (dvs. foråret) bruges typisk på turneringer udenfor Europa, hvor vejret er mere passende til golf, mens de største turneringer spilles i løbet af sommeren i Europa.
Foruden de almindelige Europatour-turneringer er der også de fire majors og de tre World Golf Championships, der tæller til pengelisten.
Europatouren medvirker også til afholdelsen af Ryder Cup, en medrivende holdkamp mellem Europa og USA, der spilles hvert andet år.
Den første turnering i Danmark afholdtes i 2003 under navnet Nordic Open. I 2014 vendte Europatouren tilbage til Danmark for anden gang med en succesfuld turnering under navnet  Made in Denmark .